# Будинок на Бульварно-Кудрявській, 34
Флігель житловий — пам'ятка архітектури, зведена наприкінці XIX століття. Перебуває в аварійному стані.

## Історія
На будинку встановлено табличку з написом «Пам'ятка історії: Художнє училище», що дуже сумнівно, оскільки колишнє художнє училище перебувало на вулиці Бульварно-Кудрявській, 2. За однією з версій в будівлі було ремісниче училище, що й призвело до плутанини. Інша версія вказує на те, колись за цією адресою стояв будинок, що належав дворянській родині Рогальських, частину якого знесли в 1980-х роках. Судячи з вигляду, неодноразово перебудовувався.
Після встановлення радянської влади будинок перетворили на гуртожиток, а згодом перебудували під комунальні квартири.
Наказом Головного управління охорони культурної спадщини від 10.06.2011 № 10/34-11 будинок визнано пам'яткою архітектури. Нині в будинку знаходяться комунальні квартири та майстерні художників.

## Галерея

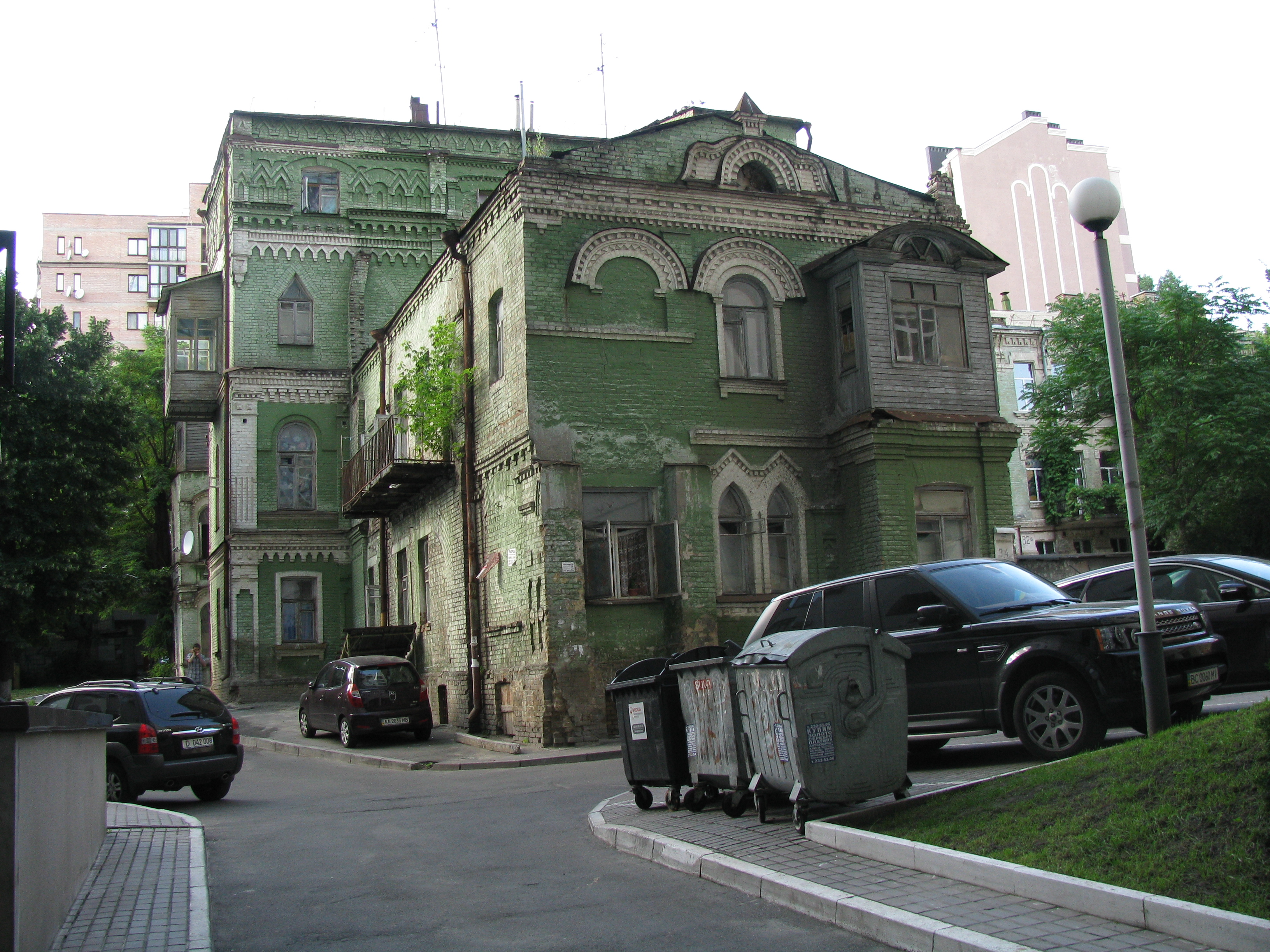
Будинок у 2013 році
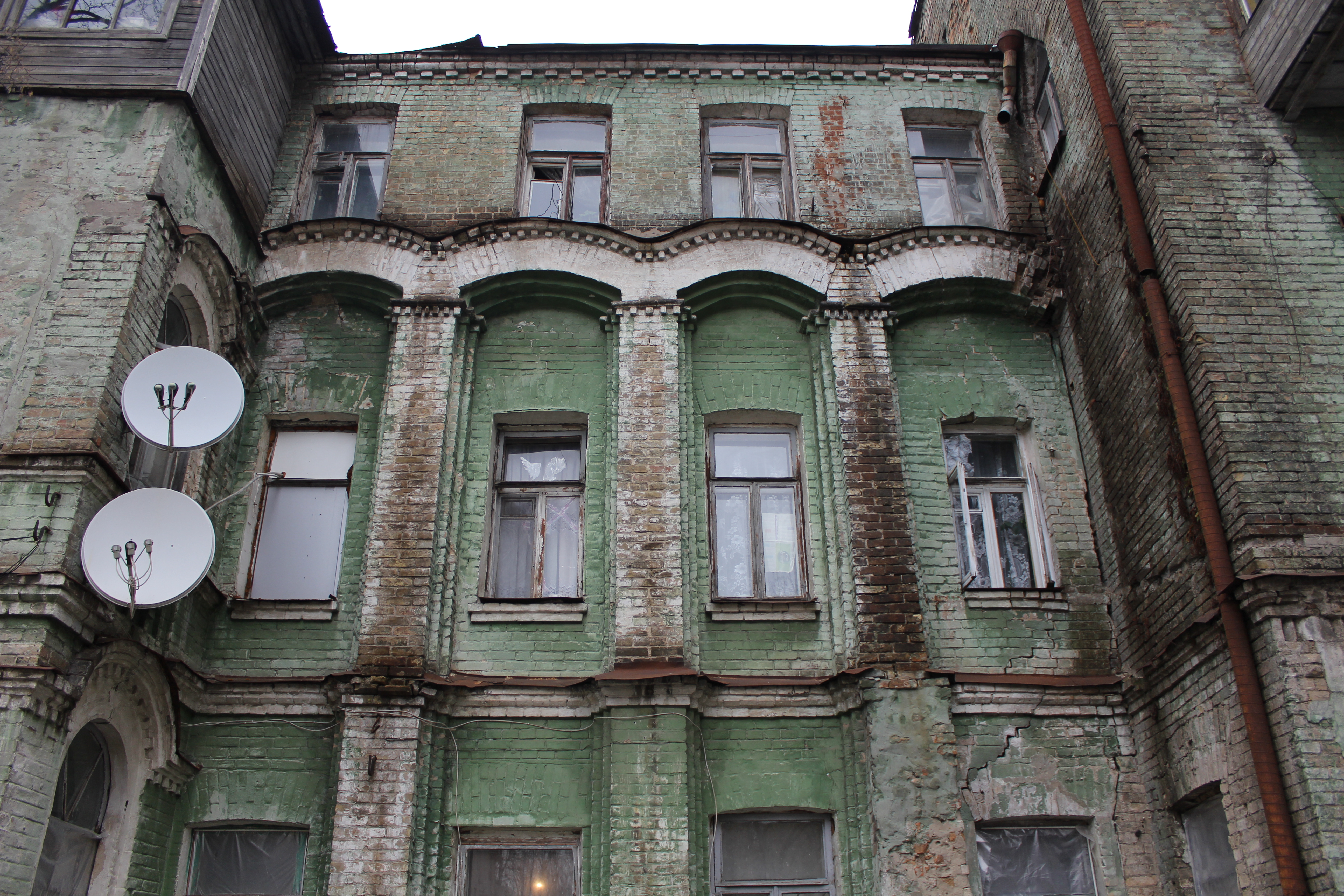
Вікна будинку
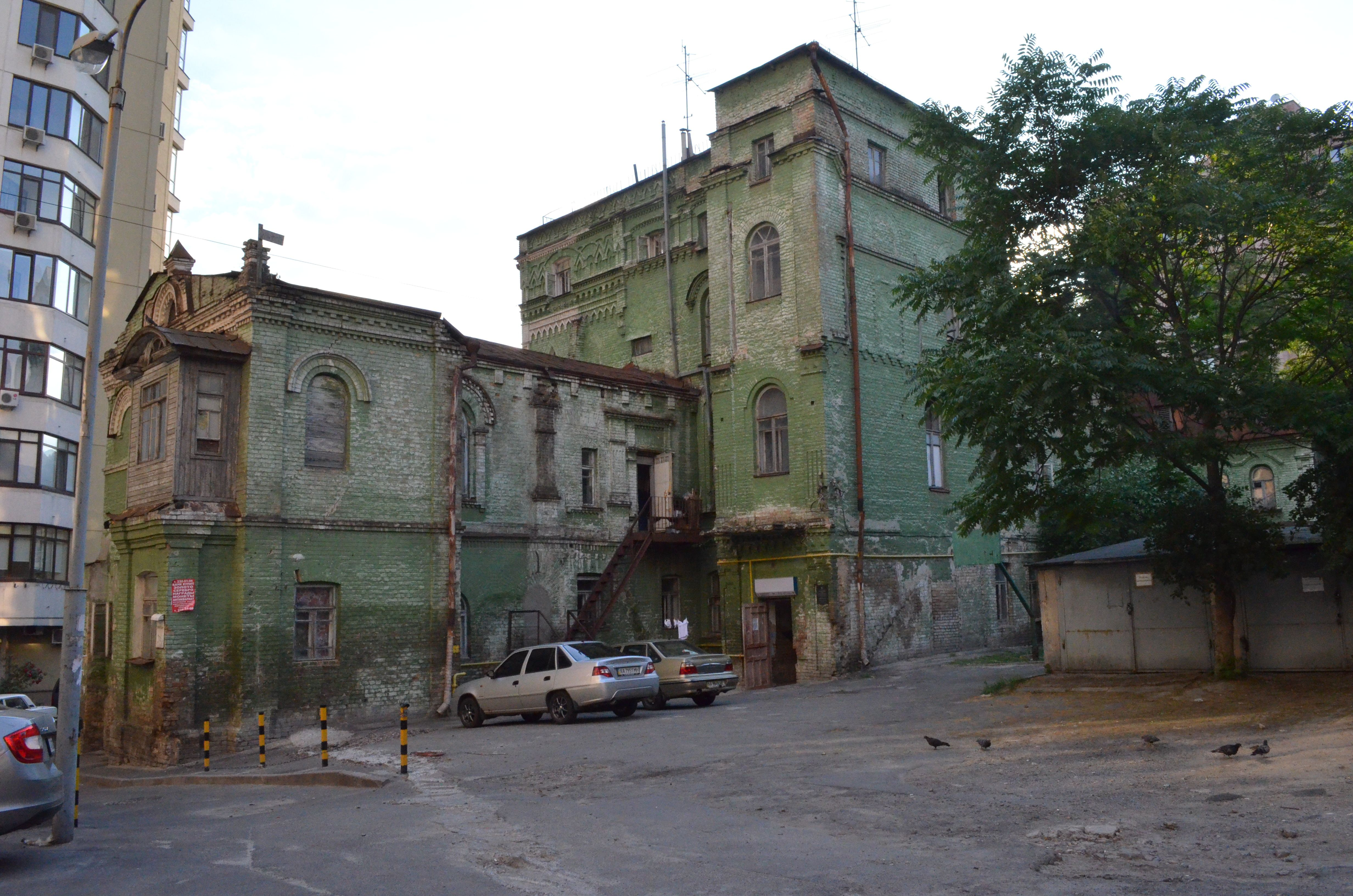
Будинок у 2013 році